# Syllis riojai
Syllis riojai är en ringmaskart som först beskrevs av San Martin 1990.  Syllis riojai ingår i släktet Syllis och familjen Syllidae. Inga underarter finns listade i Catalogue of Life.